# Tri-isopropylboraat
Tri-isopropylboraat is het tri-iso-propylester van boorzuur en heeft als brutoformule C9H21BO3. Het is een kleurloze, vluchtige vloeistof met een karakteristieke geur.

## Eigenschappen
Tri-isopropylboraat is een hydrolysegevoelige verbinding, die zich in water snel omzet tot boorzuur en isopropanol. De omgekeerde weg, de reactie van isopropanol met boorzuur in aanwezigheid van een katalysator, is de conventionele manier om isopropylboraat te maken. Het gaat hier om een evenwichtsreactie, die door in geschikte reactiecondities te werken, naar één richting verschoven kan worden:
{\displaystyle {\ce {B(OH)3 + C3H8O -> C9H21BO3 + 3 H2O}}}

## Toepassingen
In de organische chemie wordt tri-iso-propylboraat gebruikt om boronzuren te maken; dit zijn veelgebruikte verbindingen in de suzuki-reactie. Het trimethylboraat wordt echter vaker gebruikt voor deze reactie.